# فيكتور إتش ماير
فيكتور إتش ماير (بالإنجليزية: Victor H. Mair)‏ هو لغوي أمريكي، ولد في 25 مارس 1943 في إيست كانتون في الولايات المتحدة.